# Mine d'Ernest Henry
 (mars 2025).
Si vous disposez d'ouvrages ou d'articles de référence ou si vous connaissez des sites web de qualité traitant du thème abordé ici, merci de compléter l'article en donnant les références utiles à sa vérifiabilité et en les liant à la section « Notes et références ».
La mine d'Ernest Henry est une mine à ciel ouvert et souterraine de cuivre et d'or située au Queensland en Australie. Elle est dénommée en hommage à Ernest Henry.
En août 2016, Glencore annonce la vente d'une participation de 30 % dans la mine d'Ernest Henry à Evolution Mining pour 880 millions de dollars australiens.